# Rohrbach-Steinberg
Rohrbach-Steinberg là một đô thị thuộc huyện Graz-Umgebung bang Steiermark, nước Áo. Đô thị Rohrbach-Steinberg có diện tích 8,41 km², dân số thời điểm cuối năm 2005 là 1336 người.